# 松潘绣球
松潘绣球（学名：Hydrangea sungpanensis）为绣球花科绣球属下的一个种。

## 扩展阅读
- 維基物種上的相關：松潘绣球